# 尹辅酋
尹辅酋（?—?），唐代南诏异牟寻时清平官。
贞元十一年（795年）六月，唐德宗册异牟寻为南诏王。派祠部郎中袁滋持节领使，成都少尹庞颀副之，崔佐时为判官；俱文珍为宣慰使，刘幽岩为判官。赐“贞元册南诏印”黄金印。异牟寻为了答谢唐德宗，遣清平官尹辅酋等七人，押送吐蕃俘将卫景昇、韩潢等百人，进献鐸鞘、浪剑、郁刃、生金、瑟瑟、牛黄、虎珀、氎、纺丝、象、犀、越睒统伦马。至唐都长安，被德宗授为检校太子詹事兼御史中丞。